# Saint-Basile (Ardèche)
 Saint-Basile  es una población y comuna francesa, ubicada en la región de Ródano-Alpes, departamento de Ardèche, en el distrito de Tournon-sur-Rhône y cantón de Lamastre.

## Demografía
| 450 | 416 | 367 | 314 | 273 | 279 |
| Para los censos de 1962 a 1999 la población legal corresponde a la población sin duplicidades (Fuente: INSEE [Consultar]) |     |     |     |     |     |

Los habitantes reciben el nombre de Basilios.